# Jørgen Malling

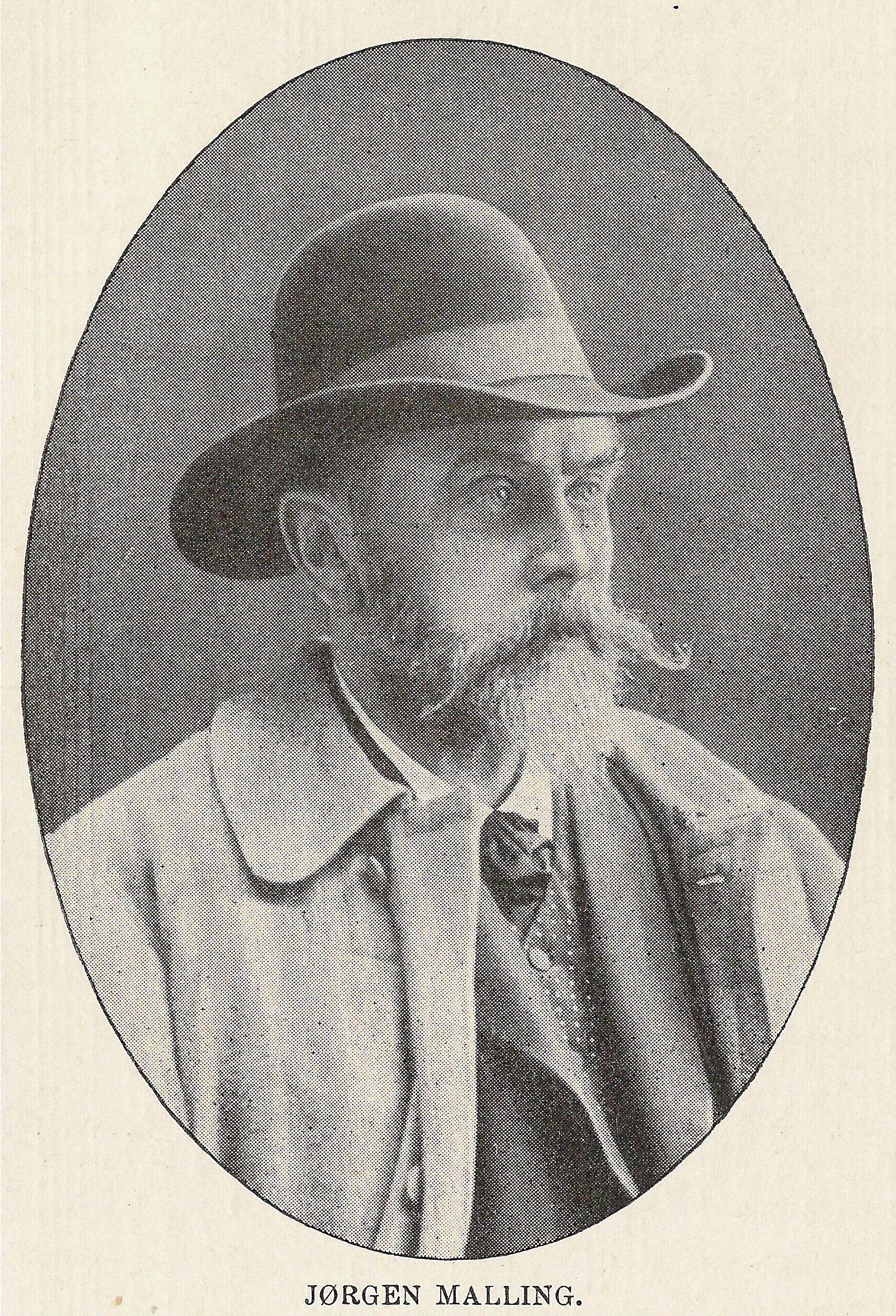
Jørgen Malling

Jørgen Henrik Malling (* 31. Oktober 1836 in Kopenhagen; † 12. Juli 1905) war ein dänischer Komponist.

## Leben
Der Bruder des Komponisten Otto Malling hatte Unterricht bei Johan Christian Gebauer. Fünfundzwanzigjährig erhielt er als erster
Komponist das Anckerske Legat, ein von Carl Andreas Ancker gestiftetes Stipendium, das ihm eine Parisreise ermöglichte. Auf dieser
lernte er die Notionsmethode des Émile Chevé kennen, für deren Verbreitung er sich nach seiner Rückkehr nach Dänemark auf zahlreichen
Reisen und durch Publikationen – ohne großen Erfolg – einsetzte.
Von 1869 bis 1872 war Malling Organist in Svendborg. Dann ging er nach Sankt Petersburg, lebte drei Jahre in Stockholm und Norrköping und
wirkte nach Aufenthalten u. a. in Wien und Klagenfurt dreizehn Jahre lang als Professor für Musiktheorie und Musikästhetik an der Universität München. In zweiter Ehe war Malling mit der Malerin Jenny Vandel verheiratet.

## Werke (Auswahl)
Neben einer Elementaer Musilaer und mehreren Liederheften für den Schulgebrauch veröffentlichte Malling achtzig Lieder, das Weihnachtsstück Naar Traet taendes, das Konzertstück Tonernas serger für Soli, Chor und Orchester, die Opern Frithiof und Lisinska, das Musikdrama Küwala, ein Streichquartett und mehrere Hefte mit Klavierstücken.
- Skotske Folkesange. [Schottische Volkslieder] op. 2 für Mezzosopran oder Bariton mit Klavierbegleitung, Immanuel Ree, Kopenhagen, 1854 OCLC 1253873174
- Elegie und Scherzo für Klavier op. 3, Horneman & Erslev, Kopenhagen, 1859 OCLC 472919504
- Zehn Lieder aus Bernhard Severin Ingemanns Confirmations-Gave op. 4, Horneman & Erslev, Kopenhagen OCLC 873387622
- Tyve Viser og Smaasange [Zwanzig Lieder und Kleine Lieder] für Klavier,  Maria Feodorowna gewidmet, 1869 (Digitalisat von Det kongelike Bibliotek Kopenhagen)
- Tonernas seger [Der Sieg der Töne], Kantate für Soli, Chor und Orchester, 1878 OCLC 911507368
- Streichquartett d-moll, 1883
- Klaviertrio a-moll, 1893
- Violinsonate Es-Dur, 1897
- Frithiof, Oper
- Lisinka, Oper
- Küwala, dramatisches Gedicht von Ossian
- Violinsonate G-Dur, 1903
- Terzett für zwei Soprane, Mezzosopran, Violoncello und Klavier
- Cellosonate